# Андростендион
Андростендион — основной андроген, секретируемый яичниками.
Также в небольших количествах андростендион секретируется корой надпочечников у обоих полов и яичками у мужчин. Андрогенное действие андростендиона значительно слабее, чем у тестостерона.
Андростендион преобразуется в эстрогены, главным образом в яичниках, но также и в жировой ткани. Возможно преобразование андростендиона в тестостерон, но в норме у женщин оно незначительно. Усиление продукции тестостерона из андростендиона, например, при наличии андрогенпродуцирующей опухоли, часто приводит к гирсутизму и даже вирильности.

## История
Андростендион изначально начал применяться в качестве пищевой добавки, которую кратко называли «андро» или «андрос». Sports Illustrated финансировал Патрика Арнольда с целью введения на североамериканский рынок андростендиона. Гормон находился в свободной продаже, отпускался в аптеках без рецепта. Нашёл широкое применение в Главной лиге бейсбола, его применял, например, Марк Макгвайр.